# 618 Elfriede
618 Elfriede eller 1906 VZ är en stor asteroid i huvudbältet, som upptäcktes 17 oktober 1906 av den tyske astronomen Karl J. Lohnert i Heidelberg. Det är okänt vem eller vad asteroiden har fått sitt namn efter.
Asteroiden har en diameter på ungefär 131 kilometer.